# Gateway Bayern
Gateway Bayern ist der Verbundkatalog des Bibliotheksverbundes Bayern und enthält alle Medien der teilnehmenden Bibliotheken. Somit verzeichnet Gateway Bayern über 17 Mio. Bücher, CDs, DVDs und elektronische Medien aus wissenschaftlichen Bibliotheken in Bayern. Der Bibliotheksverbund Bayern  ist der regionale Zusammenschluss von über 150 Bibliotheken unterschiedlicher Größenordnungen und Fachorientierungen in Bayern. Zum Verbund gehören die Bayerische Staatsbibliothek, die Universitäts- und Fachhochschulbibliotheken, die regionalen staatlichen Bibliotheken sowie eine Vielzahl weiterer Bibliotheken in Bayern.
Neben den Bibliotheken des Bibliotheksverbundes Bayern spielen seit Dezember 2008 auch die Bibliotheken des  Kooperativen Bibliotheksverbundes Berlin-Brandenburg (KOBV) ihre Mediendaten in das Portal Gateway Bayern ein.

## Fernleihe
Gateway Bayern dient auch als zentrales Portal für die Fernleihe im Bibliotheksverbund Bayern. Aus der Trefferanzeige im Gateway Bayern kann ein Medium direkt per Fernleihe an eine der teilnehmenden Bayerischen Bibliotheken bestellt werden, sofern es nicht an einer Bibliothek am Ort vorhanden ist. Die Fernleihe kann über die Schaltfläche SFX gestartet werden.

## Aufsatzdatenbank des Bibliotheksverbund Bayern
Neben Daten zu Büchern, CDs/DVDs und elektronischen Medien können Benutzer der am Bibliotheksverbund Bayern beteiligten Bibliotheken auch in der Aufsatzdatenbank recherchieren, die über 10.000 Zeitschriften umfasst. Daneben gibt es zusätzlich den Inhaltsverzeichnisdienst, über den die Inhaltsverzeichnisse der ausgewerteten Zeitschriften durchsucht werden können.